# Carreau (Einheit)
Der Carreau war ein französisches Feld- und Flächenmaß in Haiti. Das Maß war, wie Alexander von Humboldt feststellte, dem auf Martinique verwendeten Carré gleich. Das zu Grunde liegende Längenmaß war der Schritt/Pas mit 1,1369 Meter für 3 ½ alten Pariser Fuß.
- 1 Carreau = 10.000 Quadratschritte/Pas carrées = 122.500 Pariser Quadratfuß (alt) = 129,263 Ar

Größere Flächen maß man mit der in den benachbarten spanischen Kolonien üblichen Caballería. Auf Haiti war dieses Maß kleiner als auf Kuba. Die Entsprechung war:
- 1 Caballería = 10 Carreaux = 12,9236 Hektar